# Collegio di South Holland and The Deepings
South Holland and The Deepings è un collegio elettorale inglese situato nel Lincolnshire, nelle Midlands Orientali, rappresentato alla Camera dei comuni del Parlamento del Regno Unito. Elegge un membro del parlamento con il sistema first-past-the-post, ossia maggioritario a turno unico; l'attuale parlamentare è John Hayes del Partito Conservatore, che rappresenta il collegio dal 1997.

## Estensione
- 1997-2010: il distretto di South Holland e i ward di South Kesteven di Deeping St James, Market and West Deeping e Truesdale.
- dal 2010: il distretto di South Holland, e i ward del distretto di South Kesteven di Deeping St James e Market and West Deeping.[1]

Il collegio fu creato nel 1997 da parti degli ex collegi di Holland with Boston e Stamford and Spalding. Copre l'area intorno a Spalding e corrisponde all'incirca al distretto di South Holland, con l'aggiunta di Market Deeping e West Deeping.
Per via di una piccola modifica ai confini in occasione delle elezioni generali del 2010, parte di due parrocchie civili, Baston e Langtoft, furono spostate nel vicino collegio di Grantham and Stamford. Questo portò Market Deeping e Deeping st James ad essere le uniche due parrocchie civili di South Kesteven a rimanere nel collegio; tutte le altre parrocchie fanno parte di South Holland.

## Membri del parlamento
| Elezione | Elezione | Deputato   | Partito      |
| -------- | -------- | ---------- | ------------ |
|          | 1997     | John Hayes | Conservatore |

## Elezioni

### Elezioni negli anni 2020
| Partito                    | Partito                                   | Candidato                  | Risultati 4 luglio 2024 | Risultati 4 luglio 2024 |
| Partito                    | Partito                                   | Candidato                  | Voti                    | %                       |
| -------------------------- | ----------------------------------------- | -------------------------- | ----------------------- | ----------------------- |
|                            | Conservatore                              | John Hayes                 | 17 462                  | 38,02                   |
|                            | Reform UK                                 | Matthew Swainson           | 10 606                  | 23,09                   |
|                            | Laburista                                 | Paul Hilliar               | 9 086                   | 19,78                   |
|                            | Indipendente                              | Mark Edward Le Sage        | 5 031                   | 10,95                   |
|                            | Lib Dem                                   | Jack Braginton             | 1 945                   | 4,23                    |
|                            | Verdi                                     | Rhys Baker                 | 1 800                   | 3,92                    |
|                            |                                           |                            |                         |                         |
| Iscritti                   | Iscritti                                  | Iscritti                   | 78 473                  | 100,00                  |
| ↳ Votanti (% su iscritti)  | ↳ Votanti (% su iscritti)                 | ↳ Votanti (% su iscritti)  | 45 930                  | 58,53                   |
| ↳ Astenuti (% su iscritti) | ↳ Astenuti (% su iscritti)                | ↳ Astenuti (% su iscritti) | 32 543                  | 41,47                   |
|                            |                                           |                            |                         |                         |
|                            | Esito: collegio confermato a Conservatore |                            |                         |                         |

### Elezioni negli anni 2010
| Partito                    | Partito                                   | Candidato                  | Risultati 12 dicembre 2019 | Risultati 12 dicembre 2019 |
| Partito                    | Partito                                   | Candidato                  | Voti                       | %                          |
| -------------------------- | ----------------------------------------- | -------------------------- | -------------------------- | -------------------------- |
|                            | Conservatore                              | John Hayes                 | 37 338                     | 75,92                      |
|                            | Laburista                                 | Mark Popple                | 6 500                      | 13,22                      |
|                            | Lib Dem                                   | Davina Kirby               | 3 225                      | 6,56                       |
|                            | Verdi                                     | Martin Blake               | 1 613                      | 3,28                       |
|                            | Indipendente                              | Rick Stringer              | 503                        | 1,02                       |
|                            |                                           |                            |                            |                            |
| Iscritti                   | Iscritti                                  | Iscritti                   | 75 990                     | 100,00                     |
| ↳ Votanti (% su iscritti)  | ↳ Votanti (% su iscritti)                 | ↳ Votanti (% su iscritti)  | 49 179                     | 64,72                      |
| ↳ Astenuti (% su iscritti) | ↳ Astenuti (% su iscritti)                | ↳ Astenuti (% su iscritti) | 26 811                     | 35,28                      |
|                            |                                           |                            |                            |                            |
|                            | Esito: collegio confermato a Conservatore |                            |                            |                            |

| Partito                    | Partito                                   | Candidato                  | Risultati 8 giugno 2017 | Risultati 8 giugno 2017 |
| Partito                    | Partito                                   | Candidato                  | Voti                    | %                       |
| -------------------------- | ----------------------------------------- | -------------------------- | ----------------------- | ----------------------- |
|                            | Conservatore                              | John Hayes                 | 35 179                  | 69,92                   |
|                            | Laburista                                 | Voyteck Kowalewski         | 10 282                  | 20,44                   |
|                            | UKIP                                      | Nicola Smith               | 2 185                   | 4,34                    |
|                            | Lib Dem                                   | Julia Cambridge            | 1 433                   | 2,85                    |
|                            | Verdi                                     | Daniel Wilshire            | 894                     | 1,78                    |
|                            | Indipendente                              | Rick Stringer              | 342                     | 0,68                    |
|                            |                                           |                            |                         |                         |
| Iscritti                   | Iscritti                                  | Iscritti                   | 76 466                  | 100,00                  |
| ↳ Votanti (% su iscritti)  | ↳ Votanti (% su iscritti)                 | ↳ Votanti (% su iscritti)  | 50 315                  | 65,80                   |
| ↳ Astenuti (% su iscritti) | ↳ Astenuti (% su iscritti)                | ↳ Astenuti (% su iscritti) | 26 151                  | 34,20                   |
|                            |                                           |                            |                         |                         |
|                            | Esito: collegio confermato a Conservatore |                            |                         |                         |

| Partito                    | Partito                                   | Candidato                  | Risultati 7 maggio 2015 | Risultati 7 maggio 2015 |
| Partito                    | Partito                                   | Candidato                  | Voti                    | %                       |
| -------------------------- | ----------------------------------------- | -------------------------- | ----------------------- | ----------------------- |
|                            | Conservatore                              | John Hayes                 | 29 303                  | 59,55                   |
|                            | UKIP                                      | David Parsons              | 10 736                  | 21,82                   |
|                            | Laburista                                 | Matthew Mahabadi           | 6 122                   | 12,44                   |
|                            | Verdi                                     | Daniel Wilshire            | 1 580                   | 3,21                    |
|                            | Lib Dem                                   | George Smid                | 1 466                   | 2,98                    |
|                            |                                           |                            |                         |                         |
| Iscritti                   | Iscritti                                  | Iscritti                   | 77 006                  | 100,00                  |
| ↳ Votanti (% su iscritti)  | ↳ Votanti (% su iscritti)                 | ↳ Votanti (% su iscritti)  | 49 207                  | 63,90                   |
| ↳ Astenuti (% su iscritti) | ↳ Astenuti (% su iscritti)                | ↳ Astenuti (% su iscritti) | 27 799                  | 36,10                   |
|                            |                                           |                            |                         |                         |
|                            | Esito: collegio confermato a Conservatore |                            |                         |                         |

| Partito                    | Partito                                   | Candidato                  | Risultati 6 maggio 2010 | Risultati 6 maggio 2010 |
| Partito                    | Partito                                   | Candidato                  | Voti                    | %                       |
| -------------------------- | ----------------------------------------- | -------------------------- | ----------------------- | ----------------------- |
|                            | Conservatore                              | John Hayes                 | 29 639                  | 59,06                   |
|                            | Lib Dem                                   | Jennifer Conroy            | 7 759                   | 15,46                   |
|                            | Laburista                                 | Gareth Gould               | 7 024                   | 14,00                   |
|                            | UKIP                                      | Richard Fairman            | 3 246                   | 6,47                    |
|                            | BNP                                       | Roy Harban                 | 1 796                   | 3,58                    |
|                            | Verdi                                     | Ashley Baxter              | 724                     | 1,44                    |
|                            |                                           |                            |                         |                         |
| Iscritti                   | Iscritti                                  | Iscritti                   | 76 273                  | 100,00                  |
| ↳ Votanti (% su iscritti)  | ↳ Votanti (% su iscritti)                 | ↳ Votanti (% su iscritti)  | 50 188                  | 65,80                   |
| ↳ Astenuti (% su iscritti) | ↳ Astenuti (% su iscritti)                | ↳ Astenuti (% su iscritti) | 26 085                  | 34,20                   |
|                            |                                           |                            |                         |                         |
|                            | Esito: collegio confermato a Conservatore |                            |                         |                         |

### Elezioni negli anni 2000
| Partito                    | Partito                                   | Candidato                  | Risultati 5 maggio 2005 | Risultati 5 maggio 2005 |
| Partito                    | Partito                                   | Candidato                  | Voti                    | %                       |
| -------------------------- | ----------------------------------------- | -------------------------- | ----------------------- | ----------------------- |
|                            | Conservatore                              | John Hayes                 | 27 544                  | 57,09                   |
|                            | Laburista                                 | Linda Woodings             | 11 764                  | 24,38                   |
|                            | Lib Dem                                   | Steve Jarvis               | 6 244                   | 12,94                   |
|                            | UKIP                                      | Jamie Corney               | 1 950                   | 4,04                    |
|                            | Indipendente                              | Paul Poll                  | 747                     | 1,55                    |
|                            |                                           |                            |                         |                         |
| Iscritti                   | Iscritti                                  | Iscritti                   | 79 618                  | 100,00                  |
| ↳ Votanti (% su iscritti)  | ↳ Votanti (% su iscritti)                 | ↳ Votanti (% su iscritti)  | 48 249                  | 60,60                   |
| ↳ Astenuti (% su iscritti) | ↳ Astenuti (% su iscritti)                | ↳ Astenuti (% su iscritti) | 31 369                  | 39,40                   |
|                            |                                           |                            |                         |                         |
|                            | Esito: collegio confermato a Conservatore |                            |                         |                         |

| Partito                    | Partito                                   | Candidato                  | Risultati 7 giugno 2001 | Risultati 7 giugno 2001 |
| Partito                    | Partito                                   | Candidato                  | Voti                    | %                       |
| -------------------------- | ----------------------------------------- | -------------------------- | ----------------------- | ----------------------- |
|                            | Conservatore                              | John Hayes                 | 25 611                  | 55,43                   |
|                            | Laburista                                 | Graham Walker              | 14 512                  | 31,41                   |
|                            | Lib Dem                                   | Grace Hill                 | 4 761                   | 10,30                   |
|                            | UKIP                                      | Malcolm Charlesworth       | 1 318                   | 2,85                    |
|                            |                                           |                            |                         |                         |
| Iscritti                   | Iscritti                                  | Iscritti                   | 74 399                  | 100,00                  |
| ↳ Votanti (% su iscritti)  | ↳ Votanti (% su iscritti)                 | ↳ Votanti (% su iscritti)  | 46 202                  | 62,10                   |
| ↳ Astenuti (% su iscritti) | ↳ Astenuti (% su iscritti)                | ↳ Astenuti (% su iscritti) | 28 197                  | 37,90                   |
|                            |                                           |                            |                         |                         |
|                            | Esito: collegio confermato a Conservatore |                            |                         |                         |

## Risultati dei referendum

### Referendum sulla permanenza del Regno Unito nell'Unione europea del 2016
|             | Collegio                       | Lasciare UE % | Rimanere in UE % |
| ----------- | ------------------------------ | ------------- | ---------------- |
|             | South Holland and The Deepings | 71,1%         | 28,9%            |
| Inghilterra | 53,3%                          | 46,7%         |                  |
| Regno Unito | 51,9%                          | 48,1%         |                  |